# American Film Institute

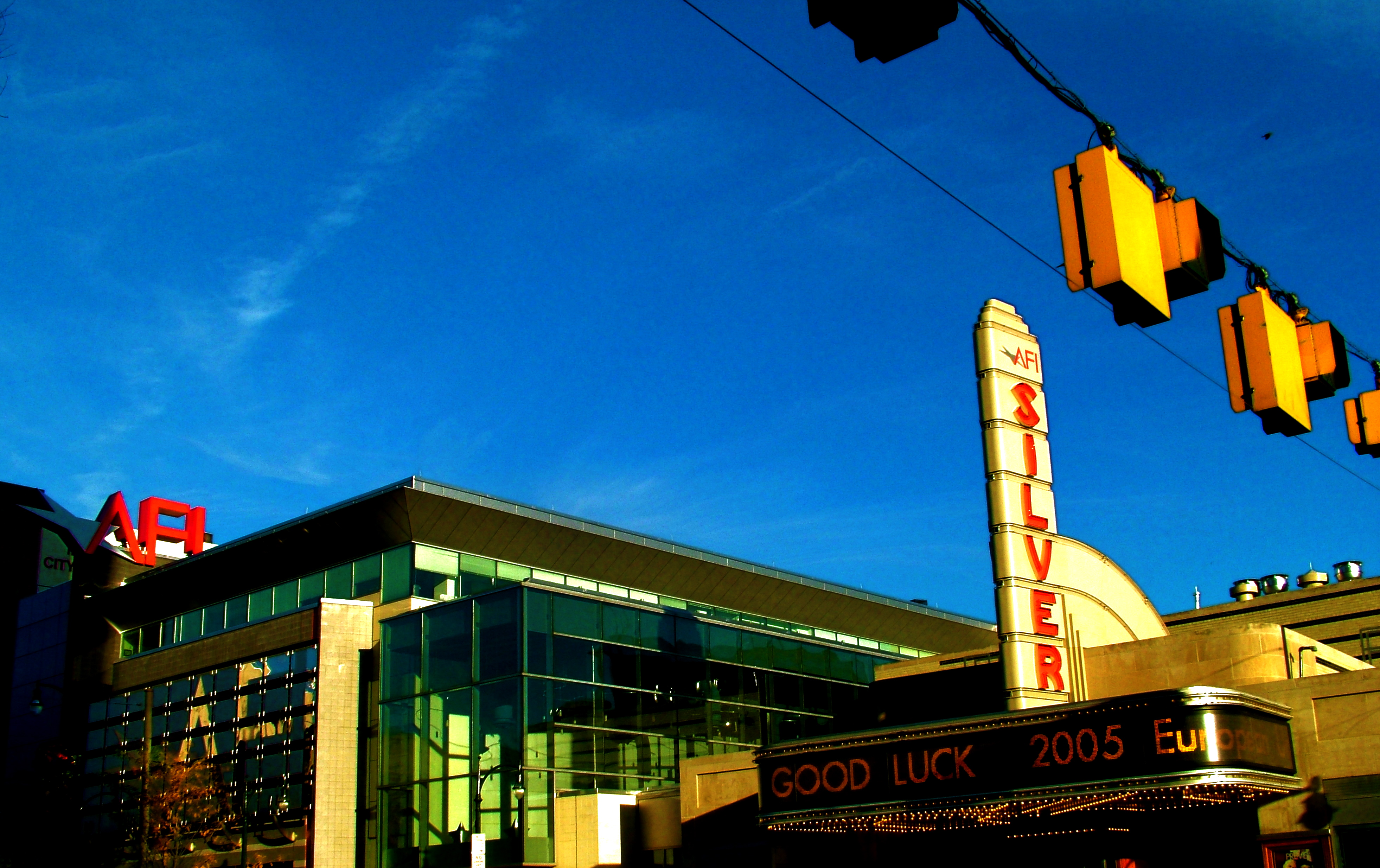
De AFI Silver-bioscoop van het American Film Institute in Silver Spring (Maryland)

Het American Film Institute (AFI) is een Amerikaanse non-profitorganisatie die zich inzet voor erkenning van de Amerikaanse cinema en televisie. Het AFI werd gevestigd door het federale kunstsubsidiefonds National Endowment for the Arts in 1967 maar is tegenwoordig onafhankelijk en wordt niet meer gefinancierd door de Amerikaanse overheid.
Het AFI staat vooral bekend vanwege de filmlijsten die het regelmatig publiceert. In 1998 (de honderdste verjaardag van de Amerikaanse cinema) presenteerde de organisatie AFI's 100 Years... 100 Movies een lijst van de 100 beste Amerikaanse films. Het AFI kwam in 2007 met een nieuwe lijst. Zowel in 1998 als 2007 werd de onthulling van de lijst rechtstreeks op televisie uitgezonden. Andere AFI-lijsten zijn onder meer de 100 beste komedies, 100 grootste filmsterren, 100 grootste filmhelden en -schurken, 100 beste musicalfilms en de 10 beste films binnen 10 verschillende filmgenres.
De American Film Institute Awards worden sinds 2001 elk jaar uitgereikt in een aantal categorieën, waaronder beste film, beste acteur en actrice en beste regisseur. De prijzen worden aan zowel bioscoopfilms als televisieseries en -films uitgereikt. Het AFI reikt ook sinds 1973 jaarlijks de oeuvreprijs AFI Lifetime Achievement Award uit. Enkele winnaars van deze prijs zijn Orson Welles (1975), Sidney Poitier (1992) en Meryl Streep (2004). De uitreikingsceremonie wordt rechtstreeks op televisie uitgezonden, sinds 2002 op het USA Network.
Sinds 1989 organiseert het AFI een jaarlijks filmfestival onder de naam AFI Fest. Dit festival vindt plaats in Los Angeles en tevens (sinds 2007) in Dallas. De organisatie heeft ook een eigen bioscoop, de AFI Silver-bioscoop in Silver Spring (nabij Washington D.C.), waar sinds 2003 het documentairefilmfestival AFI Docs wordt gehouden. 
Het AFI heeft ook een masterprogramma voor filmstudenten, het AFI Conservatory in Los Angeles. Onder andere Darren Aronofsky, Terrence Malick, Carl Franklin, Wally Pfister, David Lynch, Janusz Kamiński en Robert Richardson studeerden aan het AFI Conservatory.